# المجتمع العالمي (مجلة)
مجلة المجتمع العالمي (بالإنجليزية: Global Society) هي مجلة أكاديمية فصلية محكمة تغطي موضوعات العلاقات الدولية والعولمة، تأسست في عام 1987 باسم بارادايمز وحصلت على اسمها الحالي في عام 1996. رئيس التحرير هو روبريك بيجون(جامعة كنت). تنشر المجلة بواسطة تايلور وفرانسيس نيابة عن جامعة كنت.

## المستخلصات والفهرسة
تُلخص مجلة المجتمع العالمي وتُفهرس في سكوبس ونت لايبراري وقاعدة بيانات مستخلصات العلوم السياسية الدولية وعلوم السياسة الكاملة وملخصات سي أس أيه العالمية للعلوم السياسية [الإنجليزية]
 وملخصات (بي أيه أي سي) الدولية والاجتماعية.

## مقالات ذات صلة
- قائمة المجلات ذات الصلة بالعولمة [الإنجليزية]